# Juhannussaari (ö i Lappland, Östra Lappland)
Juhannussaari är en ö i Finland. Den ligger i sjön Iso Sarvisuvanto och i kommunen Salla i den ekonomiska regionen  Östra Lapplands ekonomiska region  och landskapet Lappland, i den nordöstra delen av landet, 700 km norr om huvudstaden Helsingfors. Öns area är 3,1 hektar och dess största längd är 320 meter i öst-västlig riktning.